# Dienia volkensii
Dienia volkensii là một loài thực vật có hoa trong họ Lan. Loài này được (Schltr.) M.A.Clem. & D.L.Jones mô tả khoa học đầu tiên năm 1996.